# Vladimir Bogos
Vladimir Bogos (n. 1 aprilie 1893, Boldurești – d. 1950) a fost un medic, jurnalist și om politic român, care a făcut parte din Sfatul Țării din Basarabia. La data de 27 martie 1918, Vladimir Bogos a votat Unirea Basarabiei cu România.

## Biografie

### Sfatul Țării
La 27 martie 1918 a votat Unirea cu România. A fost unul dintre membrii Sfatului Țării care au completat chestionarul în limba română, fiind pe atunci în vîrstă de 24 de ani. La Chișinău locuia pe strada Meșicinscaia.

### Educație
Și-a făcut studiile la Institutul de Medicină din Kiev. // unde a participat la înființarea Cercului Studenților Moldoveni "Deșteptarea" din Kiev și Odesa, fondat în 1908 de Daniel Ciugureanu, Ștefan Ciobanu, Alexei Mateevici, Simion Murafa, Ștefan Berechet și alții. Președintele cercului a fost ales Daniel Ciugureanu.//
N.B. Vladimir Bogos nu a putut participa la înființarea Cercului "Deșteptarea" de la Kiev din simplu motiv că avea în 1908 doar 15 ani !!! La înființarea Cercului "Deșteptarea" de la Kiev a participat Dimitrie Bogos, născut în 1889. Prin prisma faptului că cercul a fost desființat în 1910, nu cred că în general Vladimir Bogos a făcut parte din el. Din păcate nu cunosc dacă cei doi au fost rude, cel puțin au același nume de familie (Vitalie Ciugureanu)

### Viață politică în România Mare
După Unire și-a continuat studiile în domeniul medicinii la Cluj, după care a lucrat ca medic în județul Hotin.
În 1931 a fost ales deputat în Parlamentul României. A fost, de asemenea, prefect al județului Hotin, unde a profesat ca medic. S-a manifestat ca publicist înzestrat la ziarul "România nouă" și în diferite publicații periodice.

## Galerie de imagini

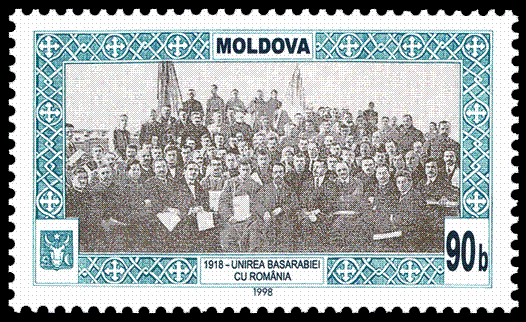
Moldovan stamp, 1998